# Delfinidyna
Delfinidyna – organiczny związek chemiczny z grupy antocyjanidynów; występuje naturalnie jako barwnik roślinny, między innymi w owocach (np. winogrona, czarne jagody, czarny bez, żurawina) i płatkach kwiatów (np. bratek, kosaciec i malwa), nadając im niebieski kolor. Stosowana jako niebieski barwnik do żywności o numerze E163b.

## Florystyka
Od kilkunastu lat z pewnymi sukcesami podejmowane są w Japonii i Australii próby wprowadzenia do genomu róży genu kodującego wytwarzanie delfinidyny, czego efektem mają być róże o niebieskich płatkach. Jednak ze względu na nietrwałość barwnika w kwaśnym środowisku płatków oraz łatwe maskowanie koloru niebieskiego przez inne barwniki, prace nie zostały jeszcze zakończone pełnym sukcesem.